# فيكتور بيسبال
فيكتور بيسبال هو ملاكم محترف بورتوريكي يصنف ضمن فئة الوزن الثقيل. شارك في دورة الألعاب الأولمبية الصيفية سنة 2004. حقق الميدالية البرونزية في دورة الألعاب الأمريكية 2003.

## إحصائيات
خاض خلال مسيرته 27 نزالا، فاز في 23 ولم يتعادل وخسر في 4. فاز بالضربة القاضية في 17 نزالا.

## الميداليات
| الميدالية | المسابقة                    |
| --------- | --------------------------- |
| برونزية   | دورة الألعاب الأمريكية 2003 |

## روابط خارجية
- فيكتور بيسبال على موقع بوكس ريك (الإنجليزية) (registration required)
- فيكتور بيسبال على موقع اللجنة الأولمبية الدولية (الإنجليزية)
- فيكتور بيسبال على موقع أوليمبيديا (الإنجليزية)